# کبوتر میوه‌خوار سبیل‌دار
کبوتر میوه‌خوار سبیل‌دار یا کبوتر میوه‌خوار سبیل‌قرمز با نام علمی Ptilinopus mercierii کبوترسانی از سردهٔ کبوتر میوه‌خوار و بومی جزایر پلی‌نزی فرانسه بود. جمعیت این پرنده به دلیل شکار توسط جانوران غیربومی‌ای که به جزیره آورده شده بودند همچون جغد شاخدار بزرگ، موش صحرایی و گربه رو به کاهش نهاد و در ۱۹۸۸ نامش توسط IUCN در فهرست گونه‌های مورد تهدید جای گرفت. کبوتر میوه‌خوار سبیل‌دار از ۱۹۹۴ تا کنون دیگر دیده نشده و اتحادیه بین‌المللی حفاظت از محیط زیست نام این پرنده را در فهرست گونه‌های منقرض شده قرار داده است.